# Tago Mago
Tago Mago — третий студийный альбом немецкой краут-рок-группы Can, изначально изданный в августе 1971 года на немецком лейбле United Artists Records, изданный на 2-х пластинках и переизданный в феврале 1972 альбом в Великобритании с альтернативной обложкой. Tago Mago стал первым (не считая сборника Soundtracks) альбомом Can с вокалистом Дамо Судзуки, заменившим Малкольма Муни, после его нервного срыва в 1970 году.

## Название
По рекомендации ударника Яки Либецайт, Tago Mago назван в честь Illa de Tagomago, островок рядом с островом Ибица.

## Запись
После ухода Малькольма Муни в 1970, группа осталась без вокалиста. Басист Хольгер Шукай и барабанщик Яки Либецайт увидели уличное выступление Кэндзи "Дамо" Судзуки в Мюнхене и предложили присоединиться к группе. Тем же вечером Судзуки, вместе с группой Can, вышел на сцену "Blow Up Club", и впоследствии стал полноценным членом группы.
В начале 1968, участники Can были приглашены коллекционером искусства Кристофом Вовинкелем (нем: Christoph Vohwinkel) в средневековый замок города Нёрфених с правом на бесплатное проживание. К декабрю 1971, группа обосновала там свою студию Inner Space, в которой и записала все последующие альбомы за исключением Rite Time. В отличие от двух предыдущих релизов, собранных из треков записанных за более длительный период времени, Tago Mago был запланированным альбомом записанным за три месяца (в период между ноябрем 1970 и февралем 1971), Сессии звукозаписи иногда растягивались до 16 часов в день. Шукай редактировал длинные, неорганизованные джем-сейшены в структурированные песни. Для записи сессий использовались несколько двухдорожечных магнитофонов, в связи с чем группа предпочитала запись в вестибюле замка, пользуясь преимуществом его естественной реверберации.
Для записи Шукай использовал только три микрофона: два из них были разделены между Судзуки и Либецайтом, а третий поставлен в середине студии. Клавишник Ирмин Шмидт, разрабатывая эффекты используемые для "Aumgn", экспериментировал с генераторами сигналов синтезаторов. Перед записью Tago Mago, Шукай сделал "промежуточные записи", позже внедрённые в треки альбома: тайно записал репетиции музыкантов, случайно захватил крики ребенка, по ошибке вошедшего в комнату во время записи, и записал вой собаки Кристофа Вохвинкеля. При записи "Peking O" группа воспользовалась ранней версией драм-машины "Rhythm Ace" компании Ace Tone, в паре с акустическими ударными.
Трек "Aumgn" назван в честь вариации на слог "Ом" выделенный английским оккультистом Алистером Кроули.

## Стиль
В сравнении с предыдущими альбомами, записывая Tago Mago Can изменили свое звучание на более джазовое и Экспериментальное, выраженное в удлиненных инструментальных интерлюдиях и меньшим количеством вокала. Группа вдохновлялась творчеством таких музыкантов как Майлз Дэвис и Карлхайнц Штокхаузен.

## Отзывы критиков и наследие
| Совокупная оценка             | Совокупная оценка |
| Источник                      | Оценка            |
| ----------------------------- | ----------------- |
| Metacritic                    | 99/100            |
| Оценки критиков               |                   |
| Источник                      | Оценка            |
| 1001 Albums You Must Hear…    | без оценки        |
| AllMusic                      | [ 1 ]             |
| BBC Music                     | без оценки        |
| Classic Rock                  | без оценки        |
| Delusions of Adequacy         | без оценки        |
| Drowned in Sound              | 10/10             |
| Dusted                        | без оценки        |
| Encyclopedia of Popular Music | [ 27 ]            |
| Filter                        | 95/100            |
| The Great Rock Discography    | [ 29 ]            |
| Laut.de                       | [ 30 ]            |
| Melody Maker                  | без оценки        |
| Mojo                          | без оценки        |
| Pitchfork                     | 9.3/10 / 10/10    |
| Plan B                        | без оценки        |
| The Quietus                   | без оценки        |
| Record Collector              | [ 37 ]            |
| The Rolling Stone Album Guide | [ 38 ]            |
| Spectrum Culture              | [ 39 ]            |
| Spin                          | без оценки        |
| Spin Alternative Record Guide | 9/10              |
| Stylus Magazine               | (B)               |
| Uncut                         | [ 43 ]            |

Tago Mago нередко называют самым сложным, экспериментальным альбомом Can за всю их историю. Он был встречен критиками с огромным одобрением и позднее назывался многими рок-музыкантами в числе источников их вдохновения.

## Список композиций
Слова и музыка всех песен — Can (Holger Czukay, Michael Karoli, Jaki Liebezeit, Irmin Schmidt and Damo Suzuki)..
| №  | Название     | Длительность |
| -- | ------------ | ------------ |
| 1. | «Paperhouse» | 7:28         |
| 2. | «Mushroom»   | 4:03         |
| 3. | «Oh Yeah»    | 7:23         |

| №  | Название      | Длительность |
| -- | ------------- | ------------ |
| 1. | «Halleluhwah» | 18:32        |

| №  | Название | Длительность |
| -- | -------- | ------------ |
| 1. | «Aumgn»  | 17:37        |

| №                   | Название                 | Длительность |
| ------------------- | ------------------------ | ------------ |
| 1.                  | «Peking O»               | 11:37        |
| 2.                  | «Bring Me Coffee or Tea» | 6:47         |
| Общая длительность: | Общая длительность:      | 73:27        |

| №                   | Название                  | Длительность |
| ------------------- | ------------------------- | ------------ |
| 1.                  | «Mushroom» (Live 1972)    | 8:42         |
| 2.                  | «Spoon» (Live 1972)       | 29:55        |
| 3.                  | «Halleluhwah» (Live 1972) | 9:12         |
| Общая длительность: | Общая длительность:       | 47:49        |

## Участники записи
- Дамо Судзуки — вокал
- Михаэль Кароли — электрическая гитара, акустическая гитара, виолончель
- Ирмин Шмидт — клавишные, вокал на «Aumgn»
- Хольгер Шукай — бас-гитара, звукоинженер, монтажер
- Яки Либецайт — ударные, контрабас, пианино

### Дополнительный персонал
- У. Эйхбергер – изначальная обложка & дизайн
- Андреас Торклер – дизайн (2004)